# Rod Liddle
Rod Liddle, all'anagrafe Roderick E. L. Liddle (Londra, aprile 1960), è un giornalista e saggista britannico, condirettore del periodico The Spectator e già curatore della trasmissione Today di BBC Radio 4, ha scritto diversi saggi polemici della società britannica e del fondamentalismo religioso.
I suoi commenti e critiche creano regolari controversie nei media e negli ambienti politici.

## Opere
- Too Beautiful for You, Londra, Century, 2003, ISBN 978-1844133789.
- Love Will Destroy Everything, Londra, Century, 2007, ISBN 978-1844133796.
- The Best of Liddle Britain, Londra, The Spectator, 2007, ISBN 978-0955117312.
- Selfish, Whining Monkeys, Londra, Fourth Estate, 2014, ISBN 978-0007351299.